# Antoine Marie Ferdinand de Maussion de Candé
Pour les articles homonymes, voir Maussion.
Antoine Marie Ferdinand de Maussion de Candé, né le 12 mars 1801 à Beynac en Dordogne, mort le 21 janvier 1867 à Vals-les-Bains en Ardèche) est un officier de marine français, gouverneur de la Martinique de 1859 à 1864.

## Biographie
Il entre dans la marine comme élève de 2e classe en janvier 1819 et sert alors en Méditerranée sur l' Active. Il passe ensuite sur la Galathée puis sur le vaisseau Colosse et participe ainsi à la longue campagne de l'amiral Edmond Jurien de La Gravière dans l'Atlantique Sud et le Pacifique. 
Enseigne de vaisseau (aout 1822), il embarque sur la Médée au Levant puis prend part à la guerre d'Espagne sur l' Antilope et sur la Zélée à la division du Brésil et du Pacifique. Promu lieutenant de vaisseau en décembre 1828, il sert au Levant sur la Galatée et participe en 1830 sur la Proserpine à l'expédition d'Alger. 
De 1831 à 1835, il sert en Méditerranée sur la Malouine, la Chimère et sur le vapeur à roues Fulton. Aide de camp de l'amiral de La Bretonnière aux Antilles sur la Didon, il commande de 1839 à 1841 la canonnière Vedette à la station du Brésil et des Antilles. 
Capitaine de corvette (juillet 1841), il part sur la Cléopâtre pour les mers de Chine (1842) et est nommé capitaine de pavillon de l'amiral Jean-Baptiste Cécille (1844-1847) sur laquelle il participe dans le Pacifique à une longue campagne visant à y protéger les intérêts français. 
Capitaine de vaisseau (février 1847), commandant du vaisseau Valmy en escadre d'évolutions en tant que capitaine de pavillon de l'amiral Louis Dubourdieu, il commande en 1854 le Trident dans l'escadre de la Baltique et prend part au bombardement de Bomarsund. 
En Crimée, il se distingue comme commandant supérieur à Kamiesch et est nommé gouverneur de la Martinique en avril 1859. Promu contre-amiral en juillet 1860, il prend sa retraite en mars 1863 mais conserve ses fonctions jusqu'en juillet 1864. 

### Vie personnelle
Il épouse Athénaïs Marguerite de Bizemont le 15 février 1839 à Orléans.